# A Deadly Vision
A Deadly Vision (titulado: Premoniciones asesinas o Mente asesina en España) es un telefilme estadounidense de drama, suspenso y misterio de 1997, dirigido por Bill Norton, escrito por Dan Greenburg, basándose en una novela suya, musicalizado por Chris Walden, en la fotografía estuvo Alan Caso y los protagonistas son Kristin Davis, Matthew Settle y Peter Boyle, entre otros. Este largometraje fue producido por Hill/Fields Entertainment y Leonard Hill Films; se estrenó el 21 de abril de 1997.

## Sinopsis
Un investigador de la policía le pide ayuda a una camarera que tiene la capacidad de ver homicidios antes de que ocurran, está buscando a un asesino serial.